# Prosevania sauteri
Prosevania sauteri är en stekelart som först beskrevs av Günther Enderlein 1909.  Prosevania sauteri ingår i släktet Prosevania och familjen hungersteklar. Inga underarter finns listade i Catalogue of Life.